# شاهزاده ایران کلاسیک
شاهزاده ایران کلاسیک (به انگلیسی: Prince of Persia Classic) یک بازی اکشن-سکوبازی محصول سال ۲۰۰۷، که توسط گیم‌لافت توسعه یافته و توسط یوبی‌سافت منتشر شده است. این بازی، بازسازی نسخهٔ اصلی شاهزاده ایران (بازی ویدئویی ۱۹۸۹) است که از سبک گرافیکی معرفی شده در شاهزاده ایران: شن‌های زمان سال ۲۰۰۳ بهره‌گیری می‌کند. مشابه بازی اصلی، بازیکنان کنترل یک شخصیت اصلی بی‌نام، شاهزاده‌ای که در عنوان به آن اشاره شده است، را بر عهده دارند که باید شاهزاده زندان را از دست وزیر اعظم شرور جعفر نجات دهد، که در غیاب پدرش، سلطان، سعی در فتح سرزمین دارد. این بازی عموماً به عنوان یک بازی فرعی در مجموعهٔ شاهزاده ایران در نظر گرفته می‌شود.